# Emil Toft Nielsen
Emil Toft Nielsen es un deportista danés que compitió en vela en la clase 49er. Ganó una medalla de bronce en el Campeonato Mundial de 49er de 2011 y una medalla de plata en el Campeonato Europeo de 49er de 2011.

## Palmarés internacional
| \| Campeonato Mundial \| Campeonato Mundial \| Campeonato Mundial \| Campeonato Mundial \| \| Año \| Lugar \| Medalla \| Clase \| \| ------------------ \| -------------------- \| ------------------ \| ------------------ \| \| 2011 \| Perth (Australia) \| Medalla de bronce \| 49er \| \| Campeonato Europeo \| \| \| \| \| Año \| Lugar \| Medalla \| Clase \| \| 2011 \| Helsinki (Finlandia) \| Medalla de plata \| 49er \| |                      |                   |       |
| Campeonato Mundial |                      |                   |       |
| Año | Lugar                | Medalla           | Clase |
| 2011 | Perth (Australia)    | Medalla de bronce | 49er  |
| Campeonato Europeo |                      |                   |       |
| Año | Lugar                | Medalla           | Clase |
| 2011 | Helsinki (Finlandia) | Medalla de plata  | 49er  |